# سامي المبزع
سامي المبَزَّع (16 فبراير 1971)- إعلامي تونسي

## الحياة الشخصية
ولد في تونس درس في كلية الصحافة و الإعلام في جامعة تونس تزوج من المذيعة التونسية فرح بن رجب عام 1997 ولديها منها ابنتان كنزة وسندة، تنقل سامي مع زوجته بين روما عمان بيروت دبي انفصل عنها عام 2008.

## المشوار المهني
كانت بدايته في قناة 21 ثم إنتقل للعمل في شبكة راديو وتلفزيون العرب art التي كانت تبث من أفزدانو إيطاليا عام 1996 قدم خلالها الكثير من البرامج والإعلانات للشبكة حتى عام 2004 بعدها إنتقل ليقدم برنامجا بعنوان«لو فرضنا» على تلفزيون المستقبل  ، عمل كمنتج ومعد للبرامج مع شركة كاريزما تي في.

## البرامج التي قدمها
- جسر المحبة، art المنوعات
- لو فرضنا، تلفزيون المستقبل
- نجم عالهوا، راديو ياسمين تونس
- سيني ماترز، دي أم تي في